# 제2차 세계 대전 연표 (1943년)
제2차 세계 대전 연표 (1943년)는 제2차 세계 대전 1943년 중 있었던 사건, 전투 등을 정리해 나타낸 연표이다.
- 1월 5일: 과달카날에서 4만 4000명의 연합군 수비대와 2만 2500명의 일본군이 대치함
- 1월 13일: 히틀러가 제국 방위를 위해 남녀 동원을 명령
- 1월 14일~1월 26일: 모로코 카사블랑카 회담에서 처칠, 루스벨트가 독일, 이탈리아, 일본 3국의 무조건 항복을 논의
- 1월 23일: 리비아 트리폴리가 영국군 제8군에 점령됨
- 1월 31일: 스탈린그라드 전투에서 동부 전선 독일군 사령관 프리드리히 파울루스가 소련군에 항복함
- 2월 2일: 스탈린그라드 전투에서 남은 잔류 독일군이 항복하고 소련군이 승리해 동부 전선의 주도권을 잡음
- 2월 4일: 리비아의 추축국 군대가 튀니지 국경으로 철수하기 시작함
- 2월 9일: 과달카날에서 일본군이 철수하고 연합군이 승리함
- 2월 18일: 괴벨스가 슈포르트팔라스트에서 총력전 연설을 행함
- 2월 18일: 뮌헨에서 반나치 그룹 백장미단의 한스 숄과 조피 숄을 체포함
- 2월 19일: 카세린 통로 전투에서 미군이 추축국 군대에게 대패함
- 2월 22일: 체포한 백장미단의 숄 남매를 처형함
- 3월: 윌리엄 홀시 제독의 미군이 솔로몬 제도를 탈환함
- 3월 2일~3월 4일: 연합군이 비스마르크해 해전에서 일본군을 무찌름
- 3월 13일: 토레스코프 소장의 히틀러 암살이 실패함
- 4월 18일: 일본군 해군 사령관 야마모토 이소로쿠가 부건빌섬으로 가던 중 솔로몬 제도에서 연합군에게 격추되어 전사함
- 4월 19일: 폴란드 바르샤바 봉기가 일어남
- 4월 30일: 유대인의 독일 국적을 박탈함
- 5월 7일: 영국군이 튀니지 튀니스에 입성하고 미군은 비제르테에 입성함
- 5월 11일: 미군이 알류샨 열도 애투섬에 상륙함
- 5월 13일: 북아프리카 추축국 사령관 한스위르겐 폰 아르님이 튀니지에서 항복해 북아프리카가 평정됨
- 5월 31일: 미군이 애투섬에서 일본군 2300명을 사살하고 일본군이 알류샨 열도 키스카섬으로 철수함
- 7월 4일: 소련군과 독일군이 역사상 최대의 기갑전인 쿠르스크 전투를 벌임
- 7월 10일: 미영 연합군이 이탈리아 시칠리아섬에 상륙해 서부 전선의 주도권을 잡음
- 7월 13일: 영국군이 상륙 3일 만에 시칠리아섬 남동부를 평정함
- 7월 15일: 이탈리아 국왕 비토리오 에마누엘레 3세가 베니토 무솔리니를 체포함
- 8월 23일: 독일군이 쿠르스크 전투에서 대패해 동부 전선 전체가 무너지기 시작함
- 9월 3일: 연합군이 이탈리아 칼라브리아에 상륙함
- 9월 8일: 이탈리아가 연합군에 항복해 추축국에서 빠짐
- 9월 12일: 오토 스코르체니의 특공대가 무솔리니를 구출함
- 9월 23일: 무솔리니가 이탈리아 북부 살로에 이탈리아 사회주의 공화국을 세움
- 11월 22일~11월 26일: 이집트 카이로 회담에서 루스벨트, 처칠, 장제스가 한국의 독립을 약속함
- 11월 28일~12월 1일: 이란 테헤란 회담에서 루스벨트, 처칠, 스탈린이 독일 분할점령과 국경 확정에 대해 논의함
- 12월 22일: 히틀러 OKW가 나치통합막료부 설치를 명령해 OKW에 나치 지도장교를 배속함

## 같이 보기
- 제2차 세계 대전 연표 (1944년)